# Brian Steen Nielsen
Brian Steen Nielsen (n. 28 decembrie 1968) este un fost fotbalist danez.

## Statistici
| Danemarca | Danemarca | Danemarca |
| An        | Meciuri   | Goluri    |
| --------- | --------- | --------- |
| 1990      | 1         | 0         |
| 1991      | 3         | 0         |
| 1992      | 0         | 0         |
| 1993      | 10        | 0         |
| 1994      | 7         | 0         |
| 1995      | 11        | 0         |
| 1996      | 7         | 0         |
| 1997      | 0         | 0         |
| 1998      | 2         | 0         |
| 1999      | 6         | 2         |
| 2000      | 10        | 1         |
| 2001      | 5         | 0         |
| 2002      | 4         | 0         |
| Total     | 66        | 3         |